# Árnyékból a fényre
Az Árnyékból a fényre (eredeti címe: Strays) 1997-es amerikai filmdráma, amelyet Vin Diesel rendezett. Ő a film producere és írója is. A főszerepben Diesel, Suzanne Lanza, Joey Dedio, F. Valentino Morales, Mike Epps, T.K. Kirkland és Darnell Williams látható.

## Rövid történet
A film főszereplője Rick (Diesel), aki kidobó egy bárban, illetve drogdíler. Egy nap elege lesz az egyéjszakás kalandokból, és tartós kapcsolatot szeretne. Van három barátja, akik viszont nem szeretnének megváltozni.

## Szereplők
- Vin Diesel: Rick
- Suzanne Lanza: Heather
- Joey Dedio: Fred
- F. Valentino Morales: Tony
- Mike Epps: Mike
- T.K. Kirkland: Rodney
- Darnell Williams: Keith
- Mihaela Tudorof: Danielle
- Eugene Osborne Smith: Willie
- Temple Brooks: Amy
- Loni Sabrina Stuart: Nicole
- Deangela Parrish: Suzanne
- Marko Kalfa: Chris
- Joey Iovino: Kenny
- Louis Albert von Steidl: Jerry Saperstein
- Sean M. Silverstein: Timothy (hang)
- Helen M. Mitchell: eladó a könyvesboltban
- Freddie Pendavis: Arthur
- Denise Carrasco: Tanya
- Taquana Harris: Melba
- Marlo Morales: Kiki
- Rudy "Rush" McCallum: Sevon

## Fogadtatás
A film negatív kritikákat kapott. Az "Eyeforfilm.co.uk" oldalon két és fél csillagot kapott a maximális ötből. A Port.hu oldalán 3.6 pontot szerzett 8 szavazat alapján. A Rotten Tomatoes-on 40%-ot ért el 5 kritika alapján. Az IGN oldalán 6 pontot szerzett a tízből.